# أدير كاردوسو
أدير كاردوسو (بالبرتغالية: Adair Cardoso‏) هو مغني برازيلي، ولد في 27 يونيو 1993 في Tangará da Serra ‏ في البرازيل.

## وصلات خارجية
- الموقع الرسمي
- أدير كاردوسو على موقع ميوزك برينز (الإنجليزية)